# Frattini (métro de Milan)
Pour les articles homonymes, voir Frattini.
Frattini est une station de métro à Milan, en Italie. Située sur la ligne 4 du métro de Milan entre Gelsomini et Tolstoj, elle a ouvert le 12 octobre 2024.